# Volta fiel

Nó Volta Fiel
O nó volta do fiel (também conhecido como nó de porco ou nó de amarrar porco ou nó do cravo) no escotismo é utilizado como base de amarras, na rua crianças usam-no como o famoso nó de arraia. Ele pode ser utilizado para amarrar um animal à estaca, atracar um bote ao cais, etc.
Uma indicação de sua popularidade está no número de ocorrências do mesmo nó (com vários nomes) no Ashley Book of Knots: #11, #53, #69, #70, #204, #400, #421, #437, #1176, #1177, #1178, #1179, #1180, #1245, #1773, #1774, #1775, #1776, #1778, #1779, #1814, #2079, #2541, #2542, #2543, #2544, #2546, #2547 e #2548.

## Volta do fiel laceado

Volta do fiel com laço

Mesmo nó, mas feito com laçada para facilitar sua retirada após o uso.